# Protilema strandi
Protilema strandi är en skalbaggsart som beskrevs av Stefan von Breuning 1940. Protilema strandi ingår i släktet Protilema och familjen långhorningar. Inga underarter finns listade i Catalogue of Life.